# Nun-i busige
Nun-i busige (눈이 부시게?), noto anche con il titolo internazionale The Light in Your Eyes, è un drama coreano del 2019.

## Trama
Due persone sono entrambe insoddisfatte della loro vita, e improvvisamente si incontrano in maniera particolare.